# Рябов, Алексей Пантелеймонович
Алексей Пантелеймонович Рябов (1899—1955) — советский и украинский скрипач, композитор и дирижёр. Заслуженный деятель искусств Украинской ССР (1951).
Среди его сочинений свыше 20 оперетт; симфонические и камерные произведения; театральная музыка. Некоторые его произведения были выпущены на грампластинках. Является настоящим писателем оперетты «Свадьба в Малиновке», которая впервые была представлена в Харькове.

## Биография
Родился 5 марта (17 марта по новому стилю) 1899 года в Харькове.
Рано оставшись без родителей, будучи сиротой, окончил школу и продолжил обучение музыке. В 1918 году окончил Харьковскую консерваторию, где занимался одновременно по классу скрипки и композиции. По окончании консерватории, работал концертмейстером симфонического оркестра в Харькове. С 1919 года работал скрипачом-концертмейстером и дирижёром в других городах СССР.
У 1929—1941 годах А. П. Рябов — дирижёр Первой государственной украинской музыкальной комедии. С 1941 года — дирижёр Киевского театра музыкальной комедии (в 1950—1955 — художественный руководитель).
Умер 18 декабря 1955 года в Киеве. Похоронен на Байковом кладбище.
Украинский поэт Максим Рыльский назвал Рябова «Творцом музыки, в которой раскрывается солнечная душа и неодолимая сила украинцев».

## Память
- На здании Киевского национального академического театра оперетты (Большая Васильковская улица, 53) 21 сентября 2007 года Алексею Рябову была установлена мемориальная доска.